# Copa Verde 2020
In 2020 werd de zevende  editie van de Copa Verde gespeeld. Door de coronacrisis in Brazilië vond de competitie niet plaats in het kalenderjaar 2020 maar werd gespeeld van 20 januari 2021 tot 24 februari 2021. Brasiliense werd de winnaar en plaatste zich zo voor de derde ronde van de Copa do Brasil 2021, tot vorig jaar plaatste de club zich nog voor de 1/8ste finale. 

## Deelnemers
| Bon                | Teams               | Geplaatst als                                   |
| ------------------ | ------------------- | ----------------------------------------------- |
| Acre               | Atlético Acreano    | Kampioen Campeonato Acreano 2019                |
| Acre               | Galvez              | Vickekampioen Campeonato Acreano 2019           |
| Acre               | Rio Branco          | Best geplaatst op CBF-ranking                   |
| Amapá              | Santos              | Kampioen Campeonato Amapaense 2019              |
| Amazonas           | Manaus              | Kampioen Campeonato Amazonense 2019             |
| Amazonas           | Fast Clube          | Vicekampioen Campeonato Amazonense 2019         |
| Federaal District  | Gama                | Kampioen Campeonato Brasiliense 2019            |
| Federaal District  | Brasiliense         | Vicekampioen Campeonato Brasiliense 2019        |
| Espírito Santo     | Real Noroeste       | Kampioen Copa Espírito Santo de Futebol 2019    |
| Espírito Santo     | Vitória-ES          | Kampioen Copa Espírito Santo de Futebol 2019    |
| Goiás              | Atlético Goianiense | Kampioen Campeonato Goiano 2019                 |
| Goiás              | Vila Nova           | Best geplaatst op CBF-ranking                   |
| Goiás              | Aparecidense        | Best geplaatst op CBF-ranking                   |
| Mato Grosso        | Cuiabá              | Kampioen Campeonato Mato-Grossense 2019         |
| Mato Grosso        | Luverdense          | Best geplaatst op CBF-ranking                   |
| Mato Grosso        | Sinop               | Best geplaatst op CBF-ranking                   |
| Mato Grosso do Sul | Águia Negra         | Kampioen Campeonato Sul-Mato-Grossense 2019     |
| Mato Grosso do Sul | Aquidauanense       | Vicekampioen Campeonato Sul-Mato-Grossense 2019 |
| Pará               | Remo                | Kampioen Campeonato Paraense 2019               |
| Pará               | Paysandu            | Best geplaatst op CBF-ranking                   |
| Pará               | Independente        | Best geplaatst op CBF-ranking                   |
| Rondônia           | Ji-Paraná           | Vicekampioen Campeonato Rondoniense 2019        |
| Roraima            | São Raimundo-RR     | Kampioen Campeonato Roraimense 2019             |
| Tocantins          | Palmas              | Kampioen Campeonato Tocantinense 2019           |

## Voorronde
| Team #1         | Tot.  | Team #2       |
| --------------- | ----- | ------------- |
| São Raimundo-RR | 3 - 4 | Galvez        |
| Manaus          | 5 - 0 | Ji-Paraná     |
| Santos          | 0 - 2 | Gama          |
| Fast Clube      | 0 - 2 | Independente  |
| Palmas          | 2 - 0 | Real Noroeste |
| Aparecidense    | 7 - 0 | Aquidauanense |
| Brasiliense     | 4 - 0 | Vitória-ES    |
| Sinop           | 4 - 0 | Águia Negra   |

## Eerste fase
| Team #1             | Tot.  | Team #2      |
| ------------------- | ----- | ------------ |
| Paysandu            | 4 - 1 | Galvez       |
| Atlético Acreano    | 1 - 5 | Manaus       |
| Remo                | 1 - 0 | Gama         |
| Rio Branco          | 1 - 3 | Independente |
| Vila Nova           | 3 - 1 | Palmas       |
| Cuiabá              | 2 - 1 | Aparecidense |
| Luverdense          | 1 - 2 | Brasiliense  |
| Atlético Goianiense | 5 - 1 | Sinop        |

## Eindfase
|  | kwartfinale         | kwartfinale | kwartfinale | kwartfinale |       |           | halve finale | halve finale | halve finale | halve finale |  |             | finale | finale | finale | finale |  |  |
|  |                     |             |             |             |       |           |              |              |              |              |  |             |        |        |        |        |  |  |
|  | Cuiabá              | 1           | 0           | 1           |       |           |              |              |              |              |  |             |        |        |        |        |  |  |
|  | Vila Nova           | 0           | 3           | 3           |       |           |              |              |              |              |  |             |        |        |        |        |  |  |
|  | Vila Nova           | 0           | 3           | 3           |       | Vila Nova | 0            | 3            | 3 (3)        |              |  |             |        |        |        |        |  |  |
|  |                     |             |             |             |       | Vila Nova | 0            | 3            | 3 (3)        |              |  |             |        |        |        |        |  |  |
|  |                     | Brasiliense | 2           | 1           | 3 (5) |           |              |              |              |              |  |             |        |        |        |        |  |  |
|  | Atlético Goianiense | Brasiliense | 2           | 1           | 3 (5) | 1         | 1            | 2            |              |              |  |             |        |        |        |        |  |  |
|  | Atlético Goianiense |             |             |             |       | 1         | 1            | 2            |              |              |  |             |        |        |        |        |  |  |
|  | Brasiliense         | 2           | 3           | 5           |       |           |              |              |              |              |  |             |        |        |        |        |  |  |
|  | Brasiliense         | 2           | 3           | 5           |       |           |              |              |              |              |  | Brasiliense | 2      | 1      | 3 (5)  |        |  |  |
|  |                     |             |             |             |       |           |              |              |              |              |  | Brasiliense | 2      | 1      | 3 (5)  |        |  |  |
|  |                     | Remo        | 1           | 2           | 3 (4) |           |              |              |              |              |  |             |        |        |        |        |  |  |
|  | Manaus              | Remo        | 1           | 2           | 3 (4) | 1         | 2            | 3            |              |              |  |             |        |        |        |        |  |  |
|  | Manaus              |             |             |             |       | 1         | 2            | 3            |              |              |  |             |        |        |        |        |  |  |
|  | Paysandu            | 1           | 1           | 2           |       |           |              |              |              |              |  |             |        |        |        |        |  |  |
|  | Paysandu            | 1           | 1           | 2           |       | Manaus    | 1            | 2            | 3            |              |  |             |        |        |        |        |  |  |
|  |                     |             |             |             |       | Manaus    | 1            | 2            | 3            |              |  |             |        |        |        |        |  |  |
|  |                     | Remo        | 1           | 6           | 7     |           |              |              |              |              |  |             |        |        |        |        |  |  |
|  | Remo                | Remo        | 1           | 6           | 7     | 2         | 1            | 3 (3)        |              |              |  |             |        |        |        |        |  |  |
|  | Remo                |             |             |             |       | 2         | 1            | 3 (3)        |              |              |  |             |        |        |        |        |  |  |
|  | Independente        | 0           | 3           | 3 (0)       |       |           |              |              |              |              |  |             |        |        |        |        |  |  |

Details finale
Heen
|                   |                    |       |             | |
| 21 februari 15:30 | Brasiliense        | 2 – 1 | Remo        | Estádio Mané Garrincha, Brasília Toeschouwers: 0 Scheidsrechter: Dyorgines José Padovani de Andrade |
| 21 februari 15:30 | Sandy 32' Aldo 80' |       | 22' Wallace | Estádio Mané Garrincha, Brasília Toeschouwers: 0 Scheidsrechter: Dyorgines José Padovani de Andrade |

| Brasiliense | Remo |

Terug
|                   |                                                                            |       |                                                   |                                                                |
| 24 februari 16:00 | Remo                                                                       | 2 – 1 | Brasiliense                                       | Mangueirão, Belém Scheidsrechter: Jefferson Ferreira de Moraes |
| 24 februari 16:00 | Fredson 26' Rafael Jensen 61'                                              |       | 50' Zé Love                                       | Mangueirão, Belém Scheidsrechter: Jefferson Ferreira de Moraes |
| 24 februari 16:00 | Strafschoppen                                                              |       |                                                   | Mangueirão, Belém Scheidsrechter: Jefferson Ferreira de Moraes |
| 24 februari 16:00 | Felipe Gedoz Lucas Siqueira Lailson Wallace Rafael Jensen Wellington Silva | 4 - 5 | Peu Aldo Sandy Jefferson Maranhão Romarinho Diogo | Mangueirão, Belém Scheidsrechter: Jefferson Ferreira de Moraes |

| Remo | Brasiliense |

2014 · 2015 · 2016 · 2017 · 2018 · 2019 · 2020 · 2021 · 2022 · 2023 · 2024